# Regierung Vanden Boeynants I

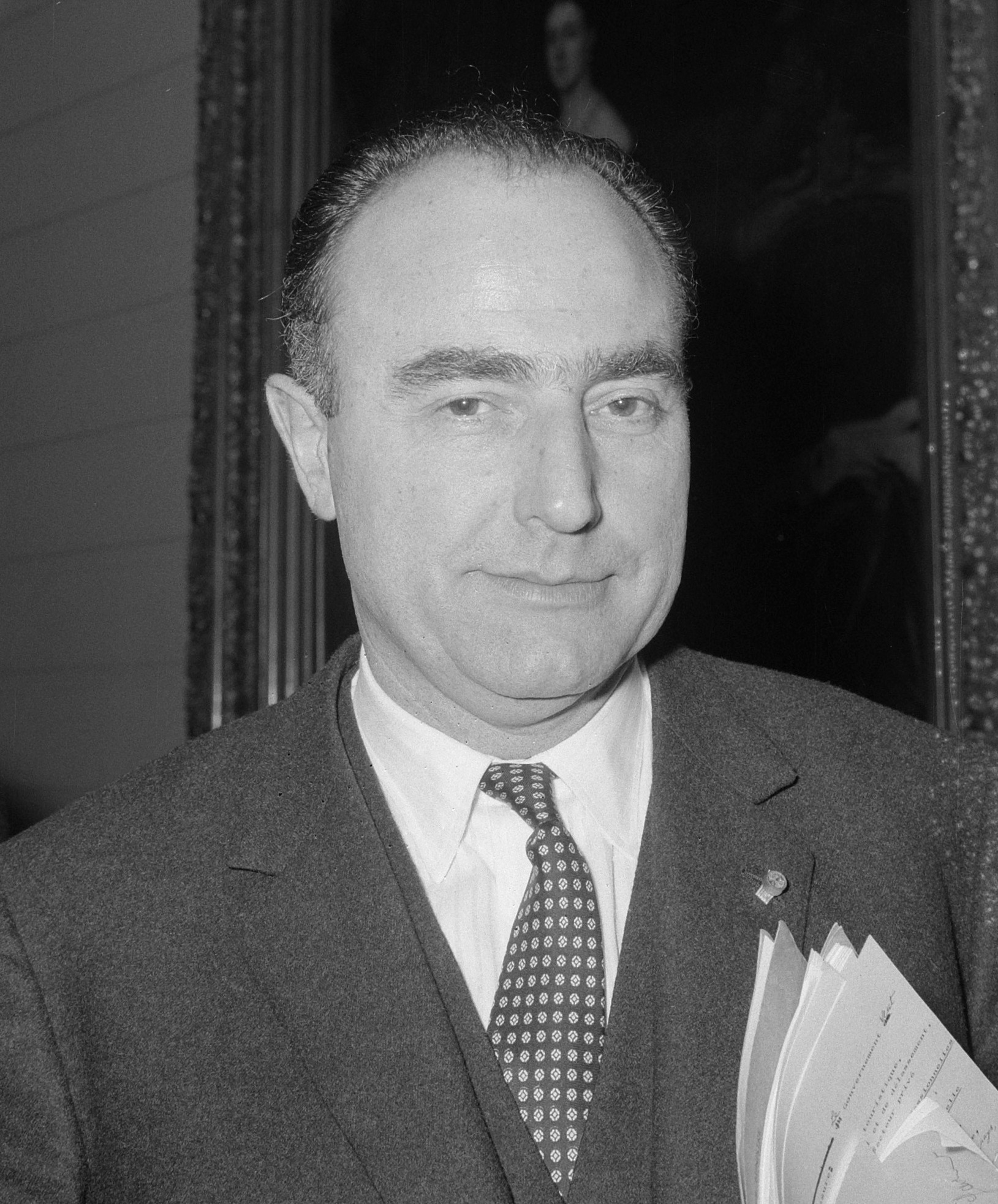
Paul Vanden Boeynants war von 1966 bis 1968 sowie erneut von 1978 bis 1979 Premierminister von Belgien

Die Regierung Vanden Boeynants I wurde in Belgien am 19. März 1966 von Premierminister Paul Vanden Boeynants gebildet und löste die Regierung Harmel ab. Sie blieb bis zum 17. Juni 1968 im Amt und wurde dann von der Regierung G. Eyskens IV abgelöst. Der Regierung gehörten Minister der Christlichen Volkspartei (CVP/PSC) und der Liberalen Partei (PLP/PVV) an.

## Minister
| Amt                                      | Amtsinhaber                    | Partei | Beginn der Amtszeit | Ende der Amtszeit |
| ---------------------------------------- | ------------------------------ | ------ | ------------------- | ----------------- |
| Premierminister                          | Paul Vanden Boeynants          | CVP    | 19. März 1966       | 17. Juni 1968     |
| Vize-Premierminister                     | Willy De Clercq                | PVV    | 19. März 1966       | 17. Juni 1968     |
| Haushaltsminister                        | Willy De Clercq                | PVV    | 19. März 1966       | 17. Juni 1968     |
| Außenminister                            | Pierre Harmel                  | PSC    | 19. März 1966       | 17. Juni 1968     |
| Justizminister                           | Pierre Wigny                   | PSC    | 19. März 1966       | 17. Juni 1968     |
| Minister für französische Kultur         | Pierre Wigny                   | PSC    | 19. März 1966       | 17. Juni 1968     |
| Landwirtschaftsminister                  | Charles Héger                  | PSC    | 19. März 1966       | 17. Juni 1968     |
| Minister für Beschäftigung und Arbeit    | Léon Servais                   | PSC    | 19. März 1966       | 17. Juni 1968     |
| Wirtschaftsminister                      | Jacques Van Offelen            | PLP    | 19. März 1966       | 17. Juni 1968     |
| Europaminister                           | Renaat Van Elslande            | CVP    | 19. März 1966       | 17. Juni 1968     |
| Minister für niederländische Kultur      | Renaat Van Elslande            | CVP    | 19. März 1966       | 17. Juni 1968     |
| Verkehrsminister                         | Alfred Bertrand                | CVP    | 19. März 1966       | 17. Juni 1968     |
| Minister für öffentliche Arbeiten        | Jos De Saeger                  | CVP    | 19. März 1966       | 17. Juni 1968     |
| Ministerin für Familie und Wohnungswesen | Marguerite De Riemaecker-Legot | CVP    | 19. März 1966       | 17. Juni 1968     |
| Minister für den Mittelstand             | Adhémar d’Alcantara            | CVP    | 19. März 1966       | 17. Juni 1968     |
| Minister für Volksgesundheit             | Raf Hulpiau                    | CVP    | 19. März 1966       | 17. Juni 1968     |
| Minister für soziale Fürsorge            | Placide De Paepe               | CVP    | 19. März 1966       | 17. Juni 1968     |
| Finanzminister                           | Robert Henrion                 | PLP    | 19. März 1966       | 17. Juni 1968     |
| Minister für nationale Bildung           | Frans Grootjans                | PVV    | 19. März 1966       | 17. Juni 1968     |
| Innenminister                            | Herman Vanderpoorten           | PVV    | 19. März 1966       | 17. Juni 1968     |
| Verteidigungsminister                    | Charles Poswick                | PLP    | 19. März 1966       | 17. Juni 1968     |
| Außenhandelsminister                     | August De Winter               | PVV    | 19. März 1966       | 17. Juni 1968     |